# Nevojice
Nevojice (en allemand : Newojitz) est une commune du district de Vyškov, dans la région de Moravie-du-Sud, en République tchèque. Sa population s'élevait à 413 habitants en 2020.

## Géographie
Nevojice se trouve à 17 km au sud-sud-est de Vyškov, à 33 km à l'est-sud-est de Brno et à 216 km au sud-est de Prague.
La commune est limitée par Kojátky et Milonice au nord, par Nesovice et Snovídky à l'est, par Mouchnice et Lovčice au sud, et par Ždánice et Bučovice à l'ouest.

## Histoire
La première mention écrite du village date de 1353.